# 藝術觀察
《藝術觀察》（英語：ArtReview）是一家總部位於英國倫敦的國際當代藝術雜誌，刊登國際展覽評論、藝術家資料、參觀指南等信息。該雜誌也負責每年在十一月刊上評選100位最具影響力的當代藝術家，在三月刊上評選嶄露頭角的新人。版面是八頁黑白大報，每年出版九次。

## 歷史
1949年，《ArtReview》成立於倫敦，創建人是退休醫生理查德·庚思博羅（Richard Gainsborough），第一版由其妻艾琳·梅奧設計。
2011年10月，該雜誌因為將艾未未評為年度100大人物之一而受到中國政府的批評。中國外交部發言人劉為民對此的迴應是：“中國有很多有名及有足夠實力的藝術家可以獲選，若純粹以政治偏見及政治眼光做評選，違背雜誌本身的宗旨。”

## 外部連結
- ArtReview website（页面存档备份，存于）
- ArtReview magazine archive （页面存档备份，存于）
- ArtReview Power 100 website
- Digital Edition of Art Review magazine （页面存档备份，存于）